# 羅起鳳
羅起鳳（？年—？年），字翔之，号翔埜，广东广州府番禺县人。明末政治人物。

## 生平
崇祯三年（1630年）庚午科广东乡试舉人，四年（1631年）联捷辛未科进士，吏部观政後，崇祯九年授行人司行人，十二年行取入京城，同年被钦选为云南道御史，并巡视十库、东城，又任应天巡按御史，曾彈劾熊文燦，後来改升江西水利道佥事，南明永曆年間陞為左僉都御史。